# روز کلمب (فیلم)
«روز کلمب» (انگلیسی: Columbus Day (film)) فیلمی در ژانر جنایی و درام است که در سال ۲۰۰۸ منتشر شد. از بازیگران آن می‌توان به وال کیلمر، مارگ هلگنبرگر، و ویلمر والدراما اشاره کرد.